# Gara Babadag
Gara Babadag este o stație de cale ferată care deservește Babadag, județul Tulcea, România.